# Mieczysław Piotrowski (pisarz)
Mieczysław Tadeusz Piotrowski (ur. 6 maja 1910 we Lwowie, zm. 8 grudnia 1977 w Warszawie) – polski pisarz, autor powieści, scenariuszy filmowych i książek dla dzieci; artysta plastyk, autor rysunków satyrycznych oraz ilustracji książkowych; wykładowca i rektor Wyższej Szkoły Filmowej w Łodzi.

## Życiorys
Urodził się jako najstarszy z trojga dzieci Tomasza, urzędnika pocztowego, i Marii z Niepołomskich. Ukończył Miejskie Gimnazjum Matematyczno-Przyrodnicze im. Mikołaja Kopernika w Bydgoszczy. W latach 1928–1931 studiował w Wyższej Szkole Dziennikarstwa, ale naukę przerwał przed dyplomem. Kształcił się w Akademii Sztuk Pięknych w Warszawie w pracowni malarstwa Felicjana Kowarskiego oraz w pracowni grafiki Władysława Skoczylasa. W 1935 otrzymał dyplom Studium Pedagogicznego ASP. Na stopień podporucznika rezerwy został mianowany ze starszeństwem z 1 stycznia 1937 i 851. lokatą w korpusie oficerów piechoty.
W 1926 debiutował jako autor rysunków polityczno-satyrycznych w „Dzienniku Bydgoskim” oraz w wydawanym przez Radę Naczelną PPS tygodniku „Pobudka”. Współpracował jako rysownik z czasopismami: „Cyrulik Warszawski”, „Wróble na Dachu”, „Rózgi”, „Mucha” oraz „Szpilki”. 
Podczas II wojny światowej nauczał techniki reklamy w Gimnazjum Handlowym w Siedlcach.
Po wojnie kontynuował współpracę ze „Szpilkami” oraz współpracował z „Kulturą” i „Literaturą”. Jako pisarz zadebiutował w roku 1956 powieścią Ogrodnicy. 
Od 1945 był członkiem PPR, od 1948 PZPR. 
Był mężem Reginy Kańskiej, następnie Ireny Laskowskiej.
Zmarł w Warszawie, pochowany na cmentarzu Wojskowym na Powązkach (kwatera B35-5-7).

## Twórczość i publikacje
Powieści
- Ogrodnicy (1956)
- Złoty robak (1968)
- Plecami przy ścianie (1970)
- Cztery sekundy (1976)

Opowiadania - nowele
- Podróż Arysty przez Lotaryngię, (fragmenty w „Twórczości”, 1976, całość 1984[2])

Scenariusze filmowe
- Mężczyźni na wyspie (1962) - film fabularny (dramat psychologiczny) w reżyserii Jana Laskowskiego
- Dziewczyna z dobrego domu (1962) - film fabularny (komedia) w reżyserii Antoniego Bohdziewicza

Zbiory rysunków
- Ja Pana nie przerobię, Czytelnik 1985

Książki dla dzieci
- Ballada o Dentyście (1966)
- Szare uszko. Czy to jest opowieść obrazkowa? (Komiks dziecięcy, Scen. i rys. Mieczysław Piotrowski KAW, Warszawa 1976, Wydawnictwo Wolno 2018[9])
- Grzyby galopują na koniach (Komiks dziecięcy, Scen. i rys. Mieczysław Piotrowski KAW, Warszawa 1977)

## Wystawy w Muzeum Karykatury
2004
- Czasy wojen i pokoju - karykatura polska 1914–1939 (wystawa zbiorowa)

1998
- Panorama Karykatury Polskiej 1945–1998 (wystawa zbiorowa)

1985
- Rocznice'85

## Ordery i odznaczenia
- Krzyż Kawalerski Orderu Odrodzenia Polski (1966)[5][10]
- Medal 10-lecia Polski Ludowej (12 stycznia 1955)[11]

## Nagrody
- Państwowa Nagroda Artystyczna III stopnia w dziale plastyki za twórczość w dziedzinie karykatury politycznej (1950)[12]
- Nagroda Prezesa Rady Ministrów za twórczość dla dzieci i młodzieży w dziedzinie ilustracji książkowej (1956)[5]
- Srebrny Medal na Internationale Buchkunst-Ausstellung w Lipsku (1959)[13]
- Nagroda Państwowa I stopnia za ilustrację książkową (1962)[13]
- Złota Szpilka (nagroda za rok 1966)
- Złota Szpilka (nagroda za rok 1968)
- Złota Szpilka z Wawrzynem (1977)